# مارتین وایت
رابرت جیمز مارتین وایت (انگلیسی: Robert James Martin Wight; ۲۶ نوامبر ۱۹۱۳ – ۱۵ ژوئیهٔ ۱۹۷۲) یکی از شناخته شده‌ترین پژوهشگران بریتانیایی علم روابط بین‌الملل در قرن بیستم بود. از آثار او باید به کتابهای «سیاست قدرتها»، «چرا نظریه‌ای بین‌المللی وجود ندارد» و «نظام‌های دولت‌ها» اشاره کرد. وایت به همراه هدلی بال از بنیانگذاران مکتب انگلیسی نظریه روابط بین‌المل بود. کتاب نظام‌های دولت‌های مارتین وایت توسط علیرضا مسعود ترجمه و در سال 1401 توسط نشر قومس منتشر شد. این اثر، اولین کتاب از مارتین وایت بود که به زبان فارسی منتشر می‌شد. پس از آن در سال 1404، اثر دیگری از مارتین وایت با نام «نظریه بین‌المللی: سه سنت» با ترجمه وحید بزرگی توسط نشر قومس منتشر شد.

## نظریات
وایت سه سنت در مطالعه روابط بین‌الملل را شناسایی می‌کند که هر یک تلاش دارند تفسیری از تاریخ بدست دهند:
- سنت واقع گرایی (سنت هابزی یا ماکیاولیسم): دولت‌ها به عنوان کارگزار قدر ت به حساب می‌آیند و بدنبال منافع خودش هستند. نوع افراطی این سنت وجود جامعه بین‌المللی را انکار می‌کند، ولی نوع معتدل آن حقوق بین‌المللی با بر مبنای منافع و مسیولیتهای قدرتهای بزرگ می‌پذیرد.
- سنت خرد گرایی (سنت گروسیوسی): روابط بین‌الملل مبتنی بر قانون بوده و اقتدار مشترکی را بر فعالیتهای خود می‌پذیرد.
- سنت انقلابی (سنت کانتی): بر موجودات بشری تکیه دارد و جامعه را حاصل اندیشه آنها می‌داند. نوع افراطی این دیدگاه دکترین تخریب رژیم‌های موجود را دنبال کرده و درین راه در صورت از خشونت نیز بهره می‌برند.